# Escudo de Castielfabib
El escudo de armas de la Villa de Castielfabib es un símbolo del municipio español de Castielfabib y se describe, según la terminología precisa de la heráldica, por el siguiente blasón:

Escudo cuadrilongo de punta redonda. En campo de plata, un castillo de tres homenajes de gules, mazonado de sable, abierto. En jefe, cairó de oro con cuatro palos de gules. Por timbre, corona real abierta, según el uso del Reino de Valencia.

## Historia
La historia del escudo de la Villa de Castielfabib empieza en 1962, cuando, para nombrar hijos predilectos y otros honores municipales, el Ayuntamiento inició un proceso para establecer un escudo municipal, y con la confección de la memoria histórica y el diseño del escudo por parte de un experto, siendo aprobado por el Ayuntamiento el 30 de junio de aquel año.
Posteriormente, se envió al Ministerio de Gobernación, que lo reenvió a la Real Academia de la Historia, donde estuvo paralizado por muchos años. 

Escudo de Castielfabib desde 1977 hasta 2014.

Finalmente, en 1977 fue aprobado por Real Decreto el 26 de enero el escudo con el siguiente blasonamiento:

Escudo cuadrilongo ibérico. En campo de oro, un castillo en gules, donjonado, terrazado de sinople y acompañado de dos árboles de manzano, de sinople, frutados de oro. Entado en punta y caído de azur, el águila de oro. Al timbre, corona real, cerrada.

De este escudo, el castillo es la arma parlante tradicional de la población, pero todos los otros elementos eran de reciente incorporación: los manzanos en referencia al producto agrícola principal de la Villa, y el águila como recuerdo del pasado romano de Castielfabib.
En 2013, el Ayuntamiento de Castielfabib aprobó por unanimidad la propuesta de modificación y rehabilitación del escudo histórico de uso inmemorial, con tal de ajustarlo a la claridad y sencillez exigibles eliminando elementos recientes, e incorporando el cairó de oro con los cuatro palos de gules, alusivos al carácter de Villa Real de Castielfabib, y cambiando el timbre por la corona real abierta, tradicional del Reino de Valencia y Corona de Aragón.
Este proceso finalizó cuando el actual escudo de Castielfabib fue aprobado mediante Resolución de 30 de octubre de 2014, del Consejero de Presidencia y Agricultura, Pesca, Alimentación y Agua.